# Francesco del Cossa

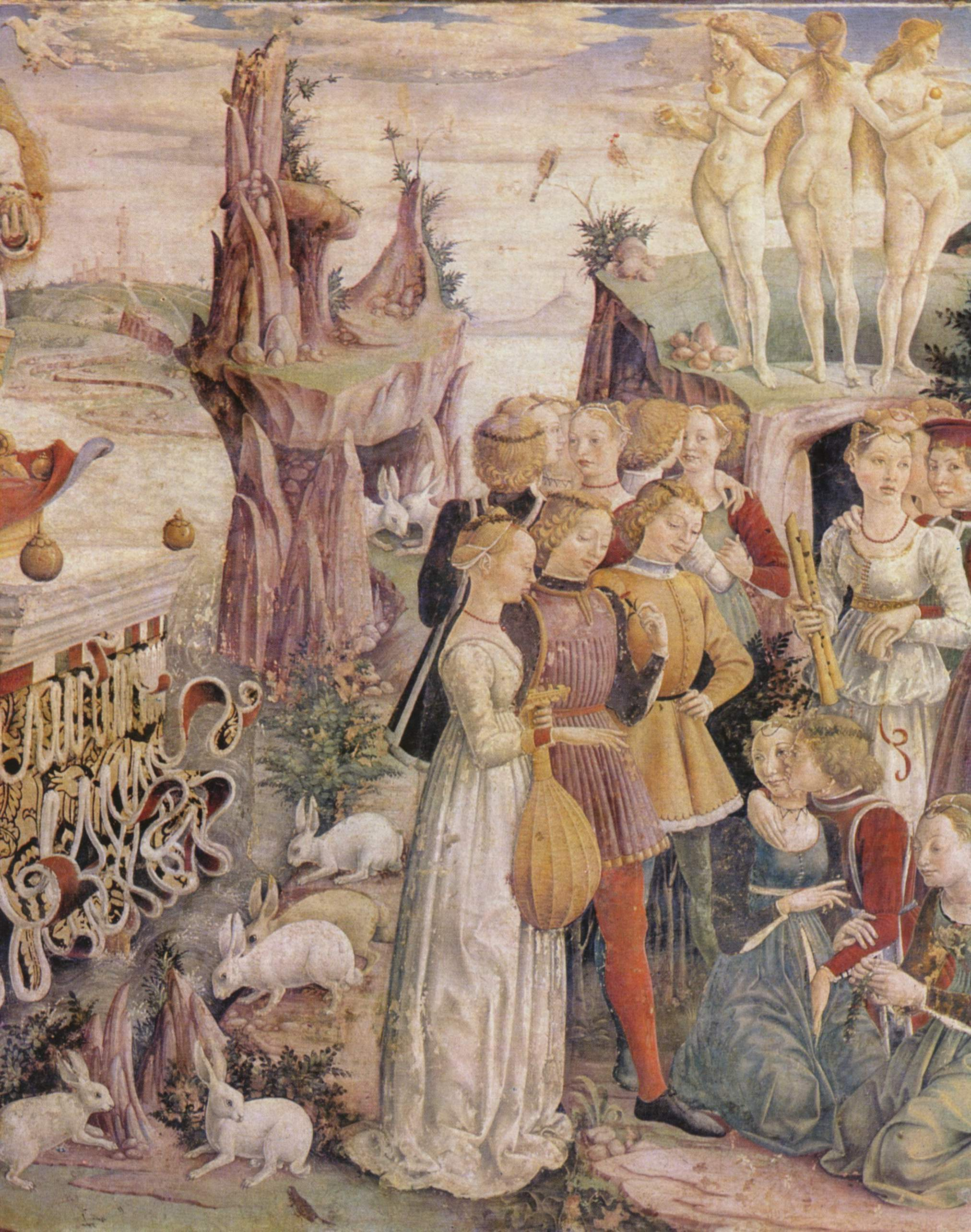
Triunfo de Venus (detalle), 1469-1470.

Francesco del Cossa (Ferrara, h. 1436 - Bolonia, h. 1477) fue un pintor cuatrocentista italiano, perteneciente a la Escuela de Ferrara.

## Biografía
Era hijo de un cantero en Ferrara. Aunque se sabe poco de sus primeras obras, sí se conoce que viajó fuera de Ferrara cuando estaba a finales de su veintena o principios de su treintena.
Es considerado el maestro más importante de la escuela de Ferrara. Su estilo recuerda a Mantegna y Piero della Francesca. Es conocido sobre todo por sus frescos. Uno de los primeros documentos que de él se tienen es de 1456 cuando era el ayudante de su padre, Cristofano del Cossa, que en aquel tiempo estaba dedicado a la pintura de las tallas y estatuas del altar mayor de la capilla del palacio obispal en Ferrara.

## Frescos alegóricos en el Palacio Schifanoia
Su obra principal son los frescos del palacio Schifanoia de Ferrara, que pintó junto a Cosimo Tura. El palacio era una villa de recreo veraniego y se encuentra justo en las afueras de las puertas de la ciudad. Juntos, pintaron una serie de elaboradas alegorías sobre temas de los signos del zodíaco y los meses del año. Estos fueron sólo parcialmente restaurados en el siglo XX, y hay tres que está razonablemente atribuidos a Cossa. De ellos, una de las imágenes más destacadas es la horda de niños pequeños desnudos en la Alegoría de Mayo - Triunfo de Apolo, en lo que aparentemente es un símbolo del prolífico florecimiento de la primavera.

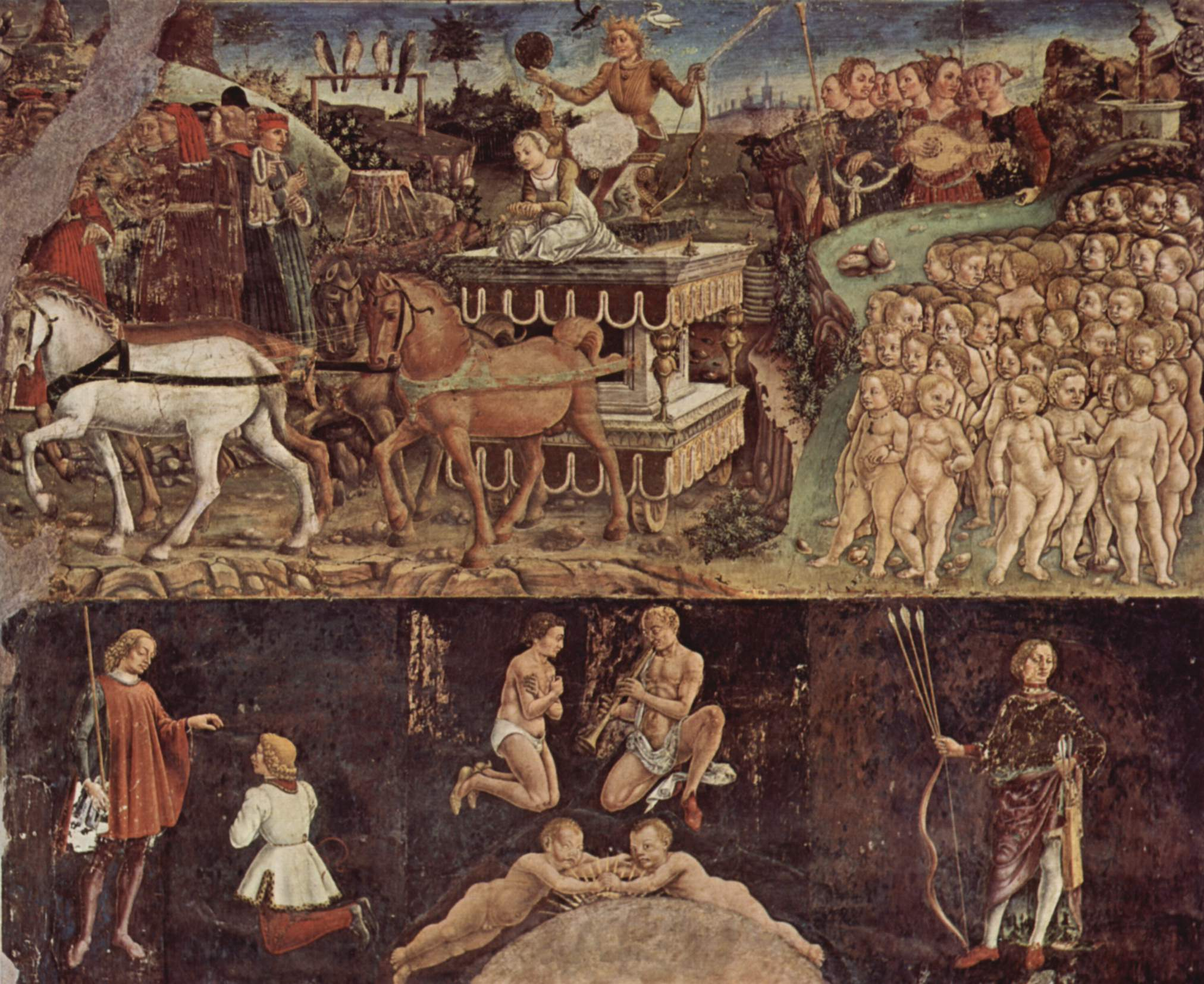
Detalle de la escena de Mayo: Triunfo de Apolo, 1469-1470, fresco, Palazzo Schifanoia, Ferrara.

La Alegoría de abril tiene una representación del trío de Gracias, una de las más tempranas representaciones post-clásicas de las tres danzantes desnudas en una pintura . La versión de Sandro Botticelli en Primavera data de 1482. Véase la versión de 1501 del tema en las Tres Gracias de Rafael (actualmente en Chantilly). Asumiendo que el dato de la muerte de Cossa sea correcto, esta debe haberse acabado antes que las otras.

## Cossa en Bolonia
Descontento por haber sido pagado por metros cuadrados por su obra para el duque Borso de Este y quejándose de que le pagaban lo mismo que al peor pintor de «brocha gorda de Ferrara», Cossa abandonó Ferrara y se marchó a Bolonia en 1470. En Bolonia obtuvo muchos encargos gracias al mecenazgo de la familia Bentivoglio. Aquí pintó sus dos obras maestras: la Virgen y Niño con dos santos y un retrato de Alberto de' Catanei (1474) y fresco de la Virgen del Baracano, representando a la Virgen y Niño con retratos de Giovanni Bentivoglio y Maria Vinziguerra (1472).
En la National Gallery de Londres hay un cuadro de Cossa representando a san Vicente Ferrer, una Anunciación en la colección de Dresde, que ha sido atribuida a Pollaiuolo, y un buen retrato de perfil en Locko Park cerca de Derby, que se dice que representa al duque Hércules I de Ferrara. Ejecutó una vidriera en Bolonia, la mejor de las cuales es una ventana circular, en la iglesia de San Giovanni in Monte, representando a san Juan en Patmos; lleva su firma.

## Antología de obras
- Virgen con el Niño Jesús y un Ángel (1460, Museo Nacional de Arte de Cataluña, Legado Cambó[1]
- Anunciación y Natividad (Retablo de Observación) (1470, Gemäldegalerie Alte Meister, Dresde) 
Santa Clara Museo Nacional Thyssen-Bornemisza, en depósito en el Museo Nacional de Arte de Cataluña[2]
Santa Catalina Museo Nacional Thyssen-Bornemisza, en depósito en el Museo Nacional de Arte de Cataluña[3]

- Políptico Griffoni
San Vicente Ferrer (1473, National Gallery de Londres)
San Pedro y san Juan Bautista (1473, Pinacoteca di Brera, Milán)
San Florián (1473, National Gallery de Washington)
Santa Lucía (1473, National Gallery, Washington)
La Crucifixión (1473, National Gallery, Washington)
- Virgen y Niño con Santos (1474, Pinacoteca Nazionale de Bolonia
- Frescos de la Sala de los Meses, Palacio Schifanoia, Ferrara (antes de 1470?)
Alegoría de abril: Triunfo de Venus  y 
Alegoría de mayo: Triunfo de Apolo 
Alegoría de marzo: Triunfo de Minerva
- Polimnia, la musa de las muchas canciones Ferrarese by Francesco del Cossa.jpg
- San Pedro
- Retrato de un hombre con una sortija (h. 1472-1477, Museo Nacional Thyssen Bornemisza, Madrid)[4]